# Garnizon Bielsko-Biała

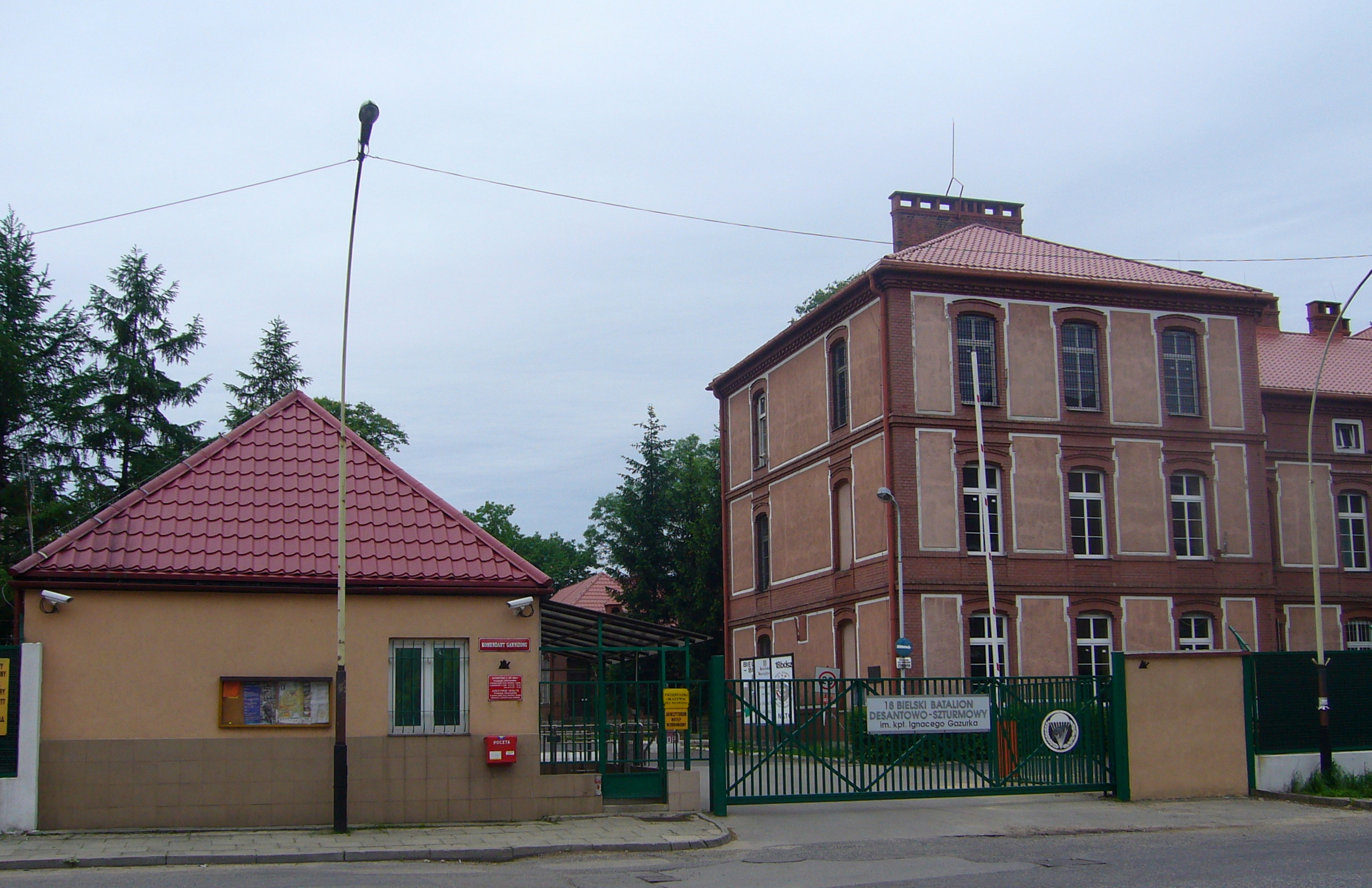
Brama główna jednostki wojskowej w Bielsku-Białej-Leszczynach

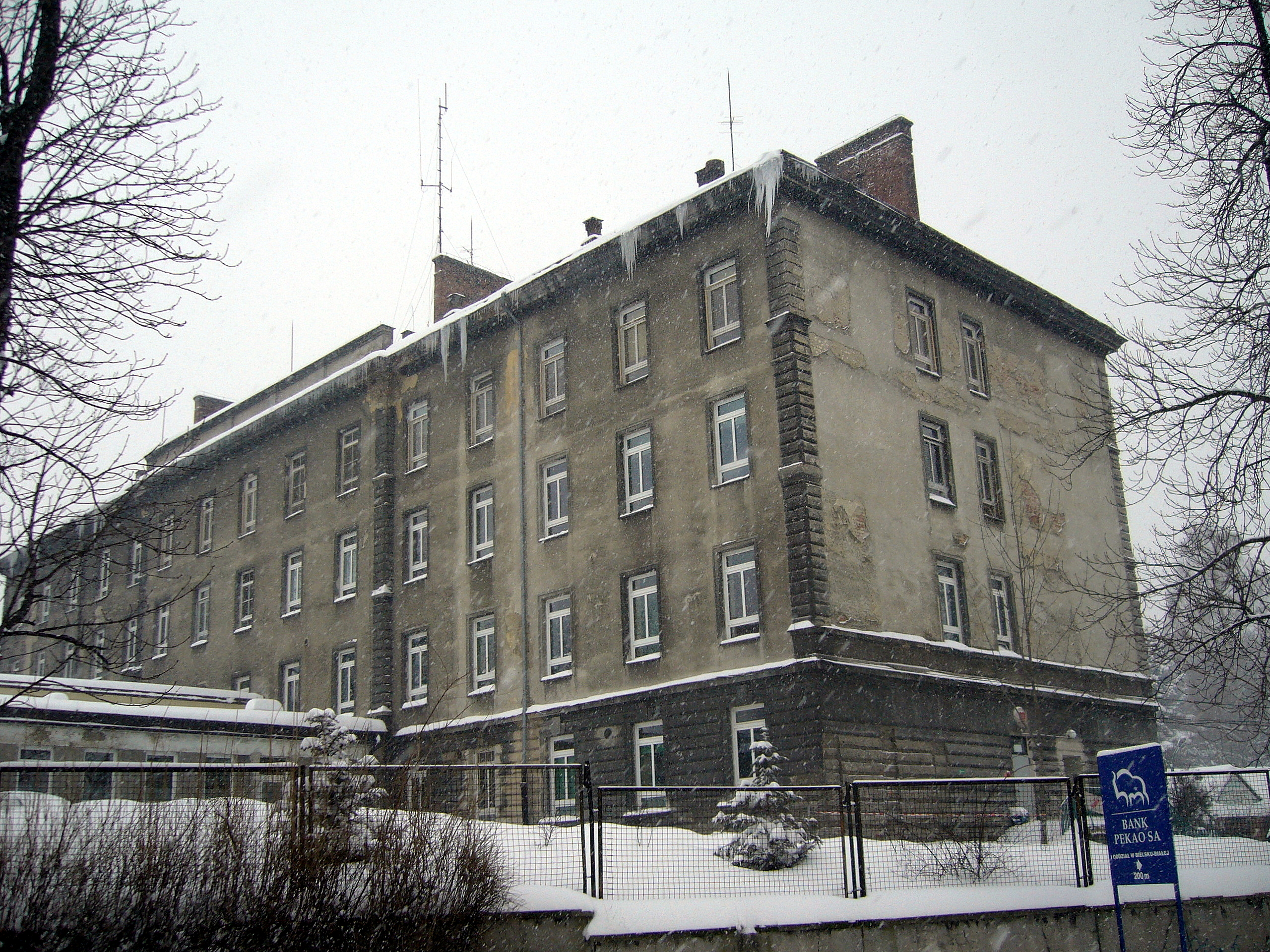
Jeden z budynków dawnych koszar na Górnym Przedmieściu (ob. szpital)

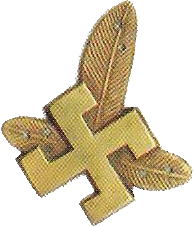
Korpusówka 3 Pułku Strzelców Podhalańskich

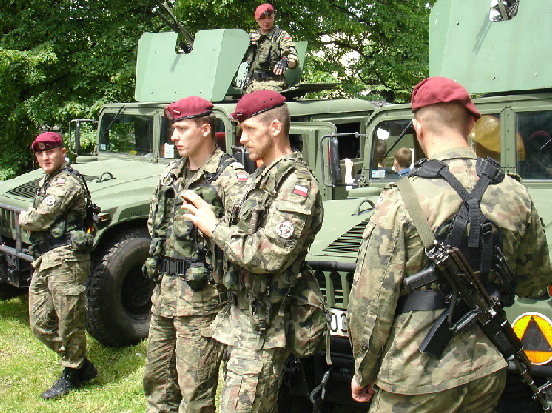
Żołnierze 18 Bielskiego Batalionu Desantowo-Szturmowego

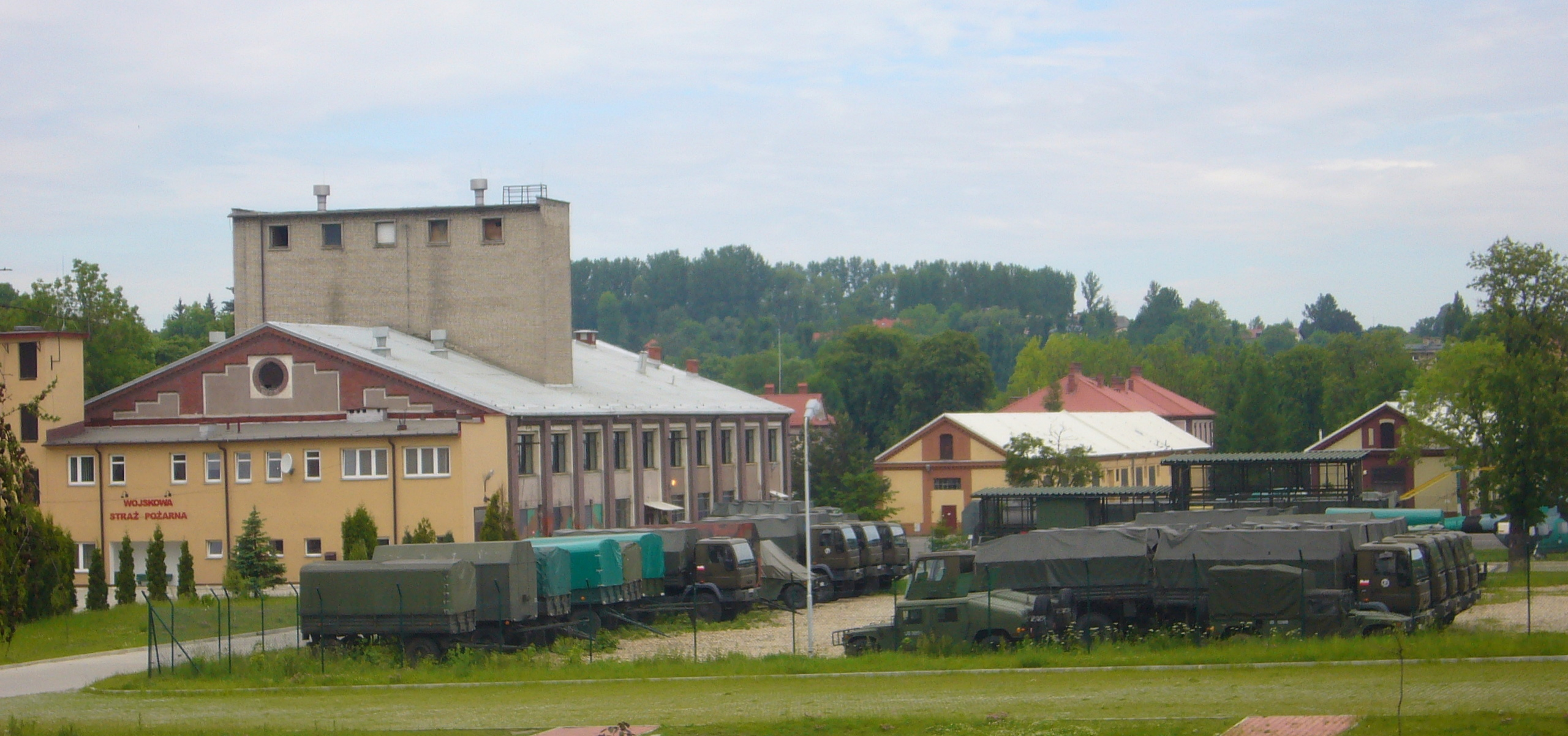
Widok na jednostkę wojskową w Bielsku-Białej z ul. Bora-Komorowskiego

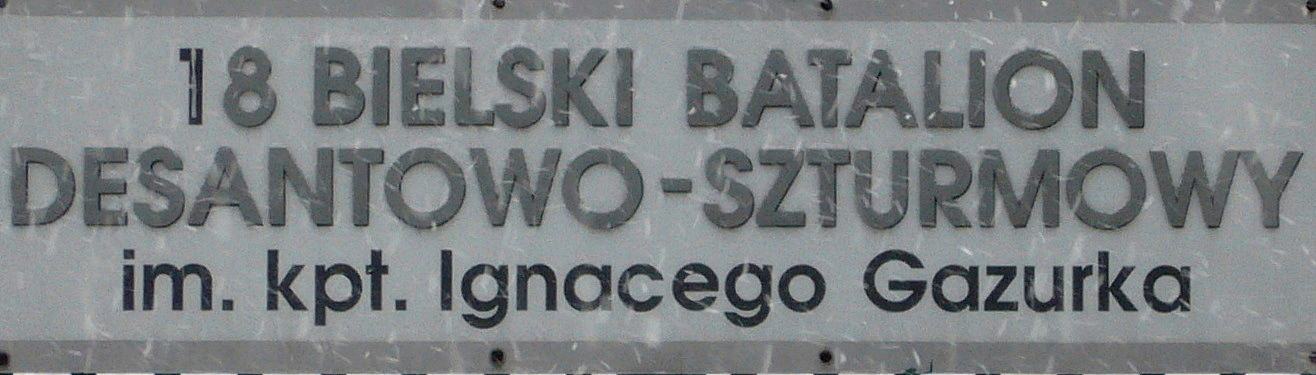
Tabliczka z nazwą batalionu na bramie głównej jednostki wojskowej w Bielsku-Białej

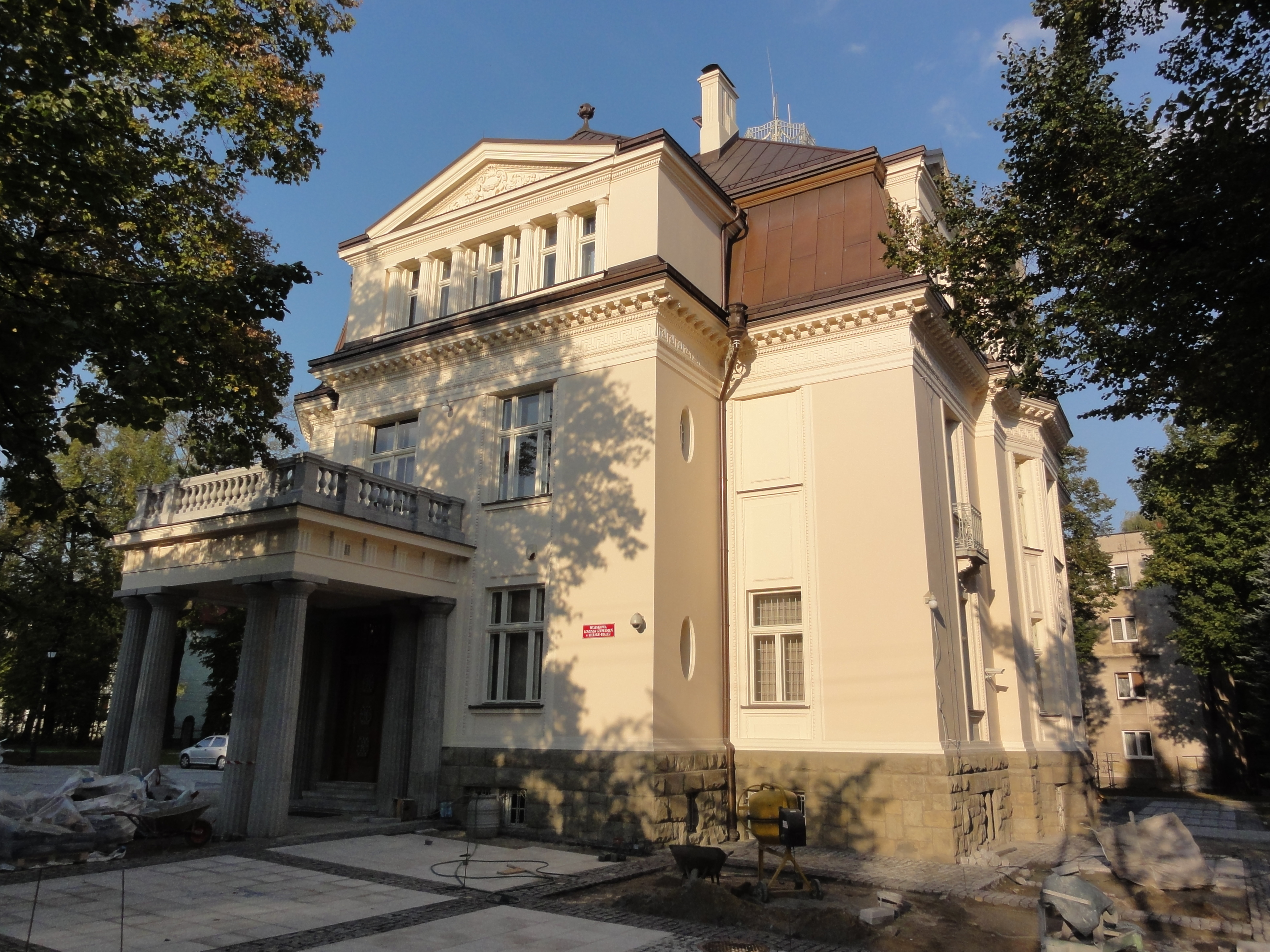
Siedziba Wojskowej Komendy Uzupełnień w Bielsku-Białej

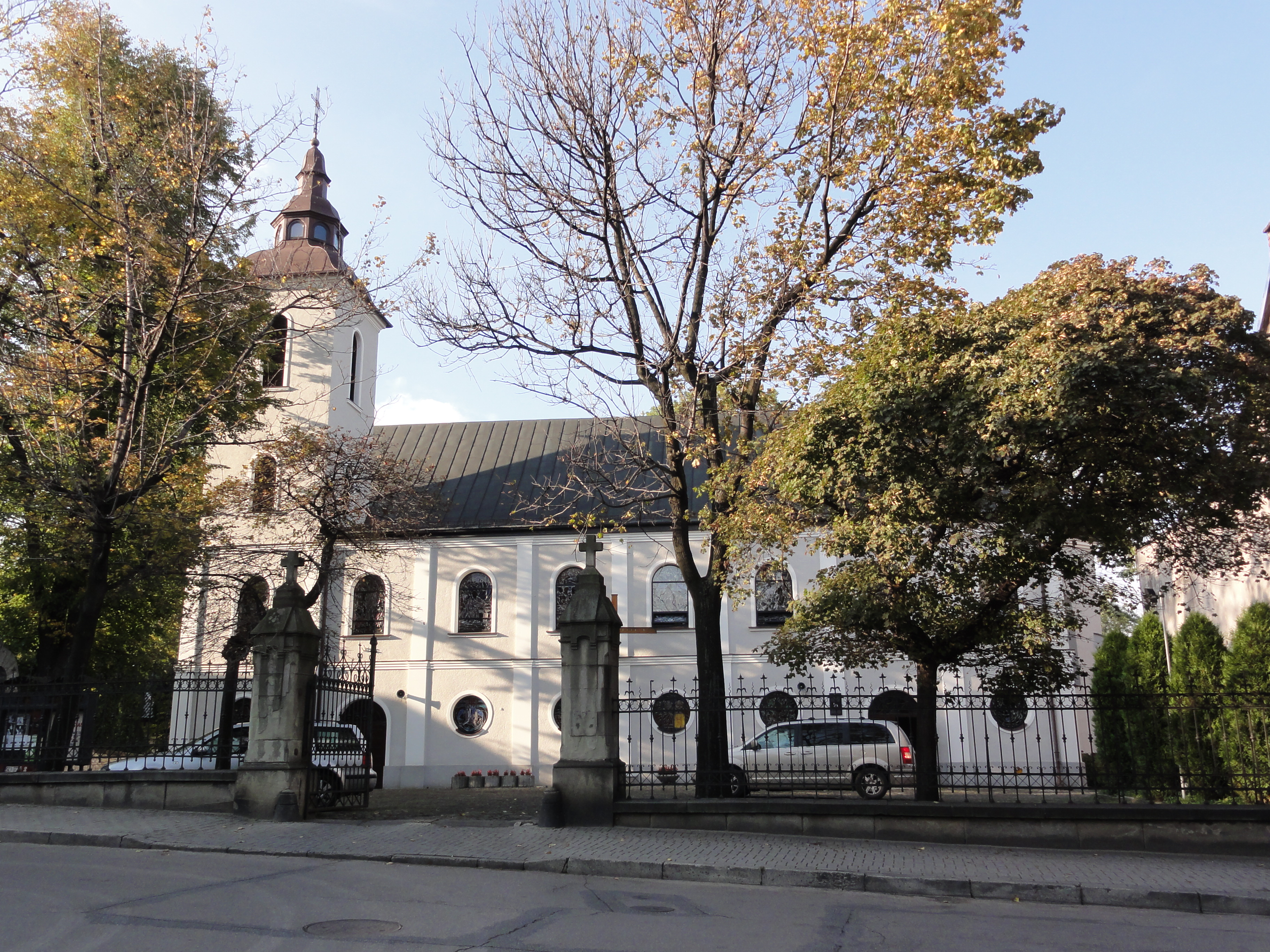
Kościół garnizonowy św. Trójcy w Bielsku-Białej

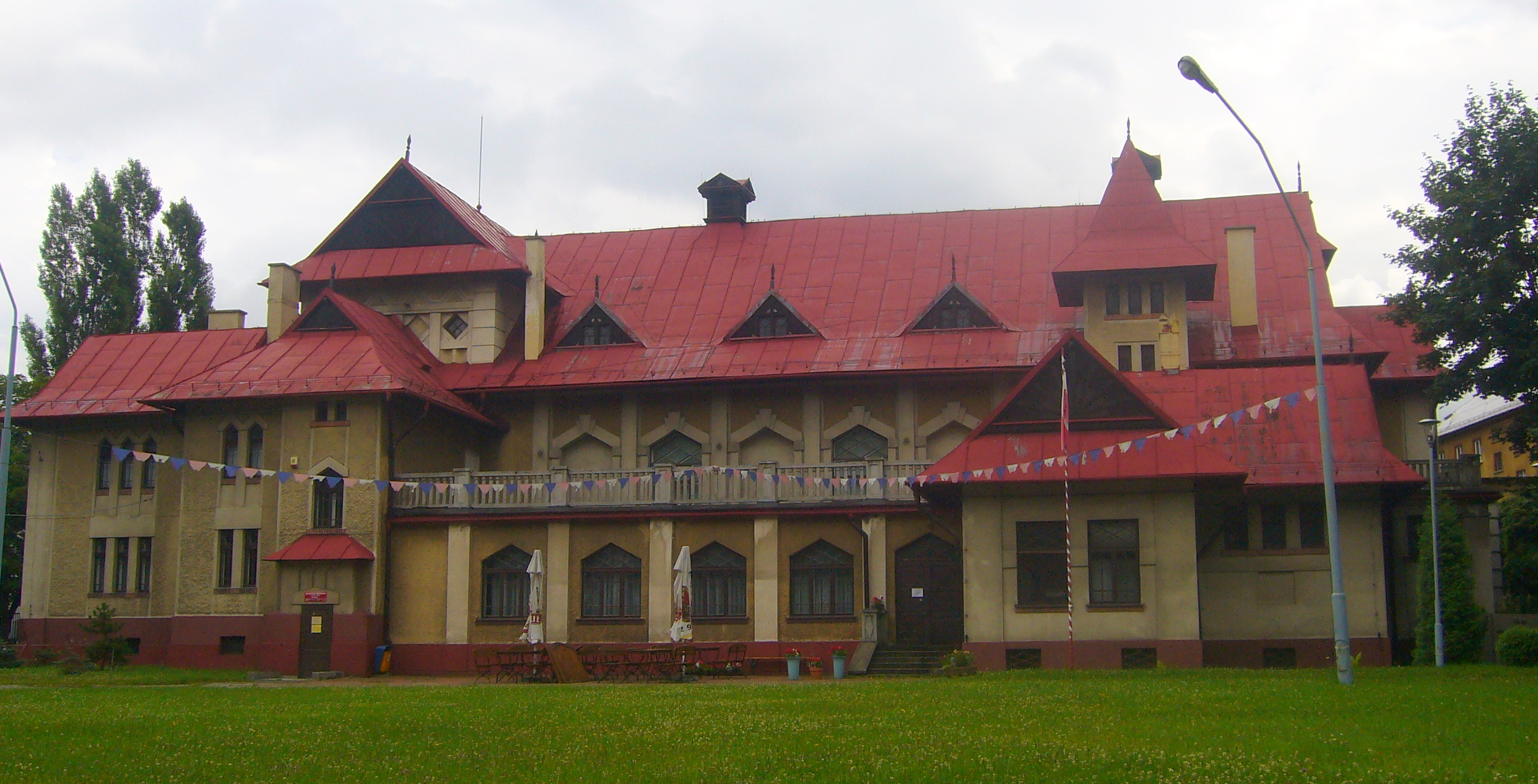
Wojskowy Ośrodek Kultury „Dom Żołnierza”

Garnizon Bielsko-Biała – utworzony w 1951 roku stały garnizon wojskowy znajdujący się w Bielsku-Białej oraz powiecie cieszyńskim i żywieckim. Powstał z połączenia istniejących od XIX wieku garnizonów: Bielsko i Biała (Bielitz, Biala), zajmowanych na przestrzeni lat przez jednostki austro-węgierskie, polskie i niemieckie.
Rozporządzeniem Ministra Obrony Narodowej z 10 sierpnia 2022 w sprawie utworzenia, przekształcenia i zniesienia garnizonów oraz określenia zadań, siedzib i terytorialnego zasięgu właściwości ich dowódców, określono  terytorialny zasięg Garnizonu Bielsko-Biała. Obejmuje on (2022) miasto Bielsko-Biała i Jastrzębie-Zdrój oraz powiaty: bielski, bieruńsko-lędziński, cieszyński, pszczyński, żywiecki.

## Historia
Bielsko-Biała jest miastem, które formalnie powstało w 1951 po połączeniu Bielska i Białej Krakowskiej. Stąd też przed 1951 r. istniały dwa odrębne garnizony noszące nazwy: garnizon Bielsko i garnizon Biała.
Bielsko stało się garnizonem wojskowym w 1890 poprzez dyslokację 5 Batalionu austriackich jegerów polowych, które zakwaterowano początkowo w Strzelnicy, a od stycznia 1891 w koszarach na Górnym Przedmieściu (przy dzisiejszej ul. Króla Jana III Sobieskiego). W późniejszym okresie stacjonował w Bielsku 2 Dywizjon 3 Regimentu dragonów oraz 1 Batalion 13 Regimentu „piechoty”.
Biała natomiast była miastem garnizonowym do 1870 (stacjonował tam austriacki 56 Pułk „piechoty”), a następnie w okresie II Rzeczypospolitej.
9 września 1903 na południowych przedmieściach Bielska, w dzielnicy Leszczyny, oddano do użytku nowoczesne koszary kawaleryjskie. Do 1918 były bazą 2 Dywizjonu 3 Regimentu dragonów Króla Saksonii Alberta.
W 1921 w miejscowości Aleksandrowice (dzielnica Bielska od 1938) utworzono cmentarz garnizonowy, na którym ostatnich pochówków dokonano po II wojnie światowej. Potem stał się miejscem, na którym odbywają się różne uroczystości patriotyczne (np. obchody Święta Niepodległości)
Od 1920 w garnizonie Bielsko i garnizonie Biała stacjonował 3 Pułk Strzelców Podhalańskich, biorący udział w wojnie polsko-bolszewickiej i wojnie obronnej Polski 1939. W Białej stacjonował także 21 Pułk Artylerii Lekkiej. Oba pułki wchodziły w skład 21 Dywizji Piechoty Górskiej pod dowództwem kolejno: gen. Andrzeja Galicy i gen. Józefa Kustronia, zwanej potocznie od miejsca stacjonowania – bielską. Brała udział w zajęciu tzw. Zaolzia, a w 1939 wchodziła w skład Grupy Operacyjnej „Bielsko” (od 3 września pod nazwą GO „Boruta”) gen. Mieczysława Boruty-Spiechowicza w Armii „Kraków” z zadaniem obrony linii Cieszyn–Bogumin i osłony południowego skrzydła armii. W wojnie obronnej 1939 brał udział także Batalion ON "Bielsko", którego siedzibą było miasto Bielsko.
3 stycznia 1940 (do grudnia 1940) do Bielska przeniesiono z Opawy niemiecki 8 Zapasowy Batalion Artylerii, a w 1943 miasto było siedzibą szwadronu marszowego 8 Zapasowego Batalionu Transportowego.
Po zakończeniu II wojny światowej do 1955 w garnizonie Biała (następnie Bielsko-Biała) stacjonował 23 Kołobrzeski Pułk Artylerii Lekkiej.
W 1951 garnizony Bielsko i Biała połączono w jeden garnizon Bielsko-Biała.
W tym samym roku w Bielsku-Białej sformowano 29 Dywizję Piechoty. Na Górnym Przedmieściu znajdowała się siedziba dowództwa oraz wchodzących w jej skład: 40 Dywizjonu Artylerii Przeciwpancernej, 52 Dywizjonu Artylerii Przeciwlotniczej, 73 Batalionu Łączności, a od kwietnia 1952 także 23 Kołobrzeskiego Pułku Artylerii Lekkiej. Została rozformowana w 1955.
W 1951 w Bielsku-Białej powstał samodzielny pluton rozpoznawczy o charakterze specjalnym w składzie II Okręgu Wojskowego w Sztumie oraz 6 samodzielny pluton rozpoznawczy IV Okręgu Wojskowego w Opolu.
W 1959 koszary na Górnym Przedmieściu, przy ul. Króla Jana III Sobieskiego, zaadaptowano na inne cele (szpital, Wydział Nauk o Zdrowiu ATH) i odtąd jedynymi obiektami wojskowymi są rozbudowane w okresie międzywojennym i w latach PRL koszary na Leszczynach.
W 1994 bielska jednostka wojskowa otrzymała sztandar ufundowany przez władze miejskie i nazwę 18 Batalion Desantowo-Szturmowy, do której w następnym roku dodano przymiotnik „bielski” i patrona. Odtąd pełna nazwa brzmi 18 Bielski Batalion Desantowo-Szturmowy im. kpt. Ignacego Gazurka. W 1999 bielski batalion wszedł w skład dywizji szybkiego reagowania NATO. W 2007 pojawiły się kontrowersje wokół niego ze względu na Incydent w Nangar Khel (oskarżeni żołnierze pochodzili z bielskiej jednostki).

## Obecnie
Obecnie przy ul. Bardowskiego w dzielnicy Leszczyny stacjonuje 18 Bielski Batalion Powietrznodesantowy im. kpt. Ignacego Gazurka, będący jednostką wojskową Wojsk Lądowych, wchodzącą w skład 6 Brygady Powietrznodesantowej im. gen. Stanisława Sosabowskiego w Krakowie. Od 1 stycznia 1998 stanowi odwód strategiczny Naczelnego Dowództwa SFOR i wchodzi w skład natowskiej dywizji sił natychmiastowego reagowania. Jego żołnierze brali udział w Wojnie w Afganistanie, wcześniej uczestniczyli w Okupacji Iraku.
Organami sądownictwa wojskowego w garnizonie Bielsko-Biała są:
- Wojskowy Sąd Garnizonowy we Wrocławiu (odpowiada sądowi rejonowego w sądownictwie powszechnym)
- Wojskowy Sąd Okręgowy w Poznaniu (odpowiada sądowi okręgowego w sądownictwie powszechnym)

Organami prokuratury wojskowej w garnizonie Bielsko-Biała są:
- Wojskowa Prokuratura Garnizonowa w Krakowie (odpowiada prokuraturze rejonowej w systemie prokuratury powszechnej)
- Wojskowa Prokuratura Okręgowa w Warszawie (odpowiada prokuraturze okręgowej w systemie prokuratury powszechnej)

Wojskowa Komenda Uzupełnień w Bielsku-Białej podlega Wojewódzkiemu Sztabowi Wojskowemu w Katowicach, a teren przez nią administrowany to miasto Bielsko-Biała oraz powiat bielski i cieszyński. Siedziba bielskiej WKU mieści się w budynku przy ul. Piastowskiej 14.
Placówka Żandarmerii Wojskowej w Bielsku-Białej podlega Oddziałowi Żandarmerii Wojskowej w Krakowie. Obejmuje swoją właściwością powiaty: bielski, cieszyński, pszczyński, żywiecki, oświęcimski, gminę Libiąż oraz miasto na prawach powiatu Bielsko-Biała. Garnizon Bielsko-Biała obejmuje osłona Inspektoratu SKW w Krakowie.
Od 1928 funkcję kościoła garnizonowego pełni bielski kościół św. Trójcy, znajdujący się przy ul. Króla Jana III Sobieskiego na Górnym Przedmieściu.
Przy ul. Broniewskiego znajduje się Wojskowy Ośrodek Kultury „Dom Żołnierza” – klub garnizonowy, prowadzący także działalność otwartą dla środowiska cywilnego. Powstał w 1928 z inicjatywy gen. Andrzeja Galicy.
Na zadbanym dawnym cmentarzu garnizonowym w Aleksandrowicach odbywają się różne uroczystości patriotyczne (np. obchody Narodowego Święta Niepodległości).